# Albert Ernst von Wartenberg

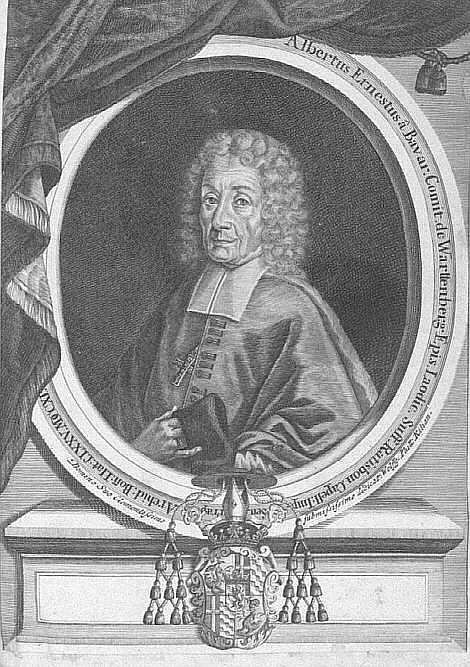
Weihbischof Albert Ernst von Wartenberg

Albert Ernst von Wartenberg; oft auch Albrecht Ernst (* 22. Juli 1635 in München; † 9. Oktober 1715 in Regensburg) war ein Wittelsbacher aus der „Ferdinandinischen Familienlinie“ der Grafen von Wartenberg, Weihbischof in Regensburg bzw. Titularbischof von Laodicea in Phrygia sowie ein früher Regensburger Historiker.

## Leben und Wirken

### Abstammung und frühes Wirken
Albert Ernst von Wartenberg war der Sohn des Grafen Ernst Benno von Wartenberg (kurbayerischer Kämmerer sowie Pfleger zu Erding) und dessen Gemahlin Euphrosyne Sibylle von Hohenzollern, Tochter des Fürsten Johann von Hohenzollern-Sigmaringen. Der Vater, Graf Ernst Benno von Wartenberg, war eigentlich ein Wittelsbacher aus der „Ferdinandinischen Linie“ des Hauses, welcher der nicht standesgemäßen Ehe seiner Eltern Herzog Ferdinand von Bayern und Maria von Pettenbeck entstammte, weshalb er den Namen „Graf von Wartenberg“ führte. Der Bruder von Albert Ernst von Wartenbergs Vater war Kardinal Franz Wilhelm von Wartenberg, einer der bedeutendsten deutschen Bischöfe jener Zeit; sein Cousin Kurfürst Maximilian I. von Bayern.
Albert Ernst von Wartenberg erhielt 1649 ein Kanonikat am Regensburger Domstift und studierte am Collegium Germanicum et Hungaricum in Rom. Am 3. August 1661 wurde er Domkapitular in Regensburg und empfing am 25. März 1662 die Priesterweihe. Im folgenden Jahr avancierte Graf von Wartenberg zum kaiserlichen Hofprediger in Wien (Capellanus Imperialis).

### Weihbischof in Regensburg
1662–1715 war Wartenberg als Nachfolger seines Onkels Franz Wilhelm von Wartenberg Propst am bedeutenden St. Cassius-Stift in Bonn. 1687 ernannte man ihn zum Weihbischof in Regensburg, die päpstliche Bestätigung und Ernennung zum Titularbischof von Laodicea in Phrygia erfolgte 1688, worauf er am 16. Mai des Jahres vom Eichstätter Weihbischof Franz Christoph Rinck von Baldenstein unter Assistenz der Äbte Johannes Ölhafen von Weltenburg und Gregor Müller von Frauenzell im Regensburger Dom die Bischofsweihe empfing. 1699 erwählte man ihn auch zum Propst des städtischen Kollegiatstiftes St. Johann.
Wartenberg amtierte 27 Jahre als Weihbischof in Regensburg. Das Bistum befand sich nach den Wirren des Dreißigjährigen Krieges noch in einem ziemlich schlechten Zustand. Von Anfang an entfaltete Graf Wartenberg eine umfangreiche Seelsorge- und Visitationstätigkeit, begleitet von intensiver Förderung des Wallfahrtswesens, sowie des Marien- und Heiligenkultes. Besonders bemühte er sich um die Verehrung der speziellen Regensburger Diözesanheiligen, wie St. Emmeram und St. Erhard aber auch von unbekannteren, wie dem Seligen Friedrich von Regensburg, dem seligen Albert zu Oberaltaich und dem seligen Bauern Johannes Dätter aus Griesham  dessen Reliquien er erheben und fassen ließ. Der Gemeinde Haindling schenkte er eine Kreuzreliquie, die dort noch immer verehrt wird, in der Regensburger Niedermünsterkirche ließ er das romanische Marienbild wieder aufstellen und verfasste darüber 1674 das Buch: „Schatzkästlein der seligsten Jungfrauen, Maria aus Sion, Ursprung der wunderbarlichen Stiftung der Kirche Unserer Lieben Frauen zu Niedermünster“. Seine eigene Hauskapelle in der Pfauengasse, die heutige Maria Läng Kapelle, gestaltete er in den Jahren 1675–78 zu einem marianischen Heiligtum um, das bis heute zu den beliebtesten Gebetsstätten in Regensburg zählt.
Als 1713 in Regensburg die Pest ausbrach, bei der über 7000 Menschen umgekommen sein sollen, flohen Wohlhabende und Vornehme aus der Stadt, die bischöfliche Kurie verlegte man nach Wörth an der Donau. Von den hochgestellten Bürgern harrte nur Weihbischof Albert Ernst von Wartenberg in der Stadt aus um die Kranken und Sterbenden zu betreuen. Die Einwohner des Ortsteils Stadtamhof gelobten damals den Bau einer Dreifaltigkeitskirche auf dem Osterberg (heute Dreifaltigkeitsberg), die Wartenberg 1715 weihte.
Am 9. Oktober des gleichen Jahres starb Albert Ernst von Wartenberg mit 79 Jahren und wurde im Dom beigesetzt. Im Gedenken an seine langjährige, fruchtbare Seelsorgetätigkeit setzte man ihm die Grabinschrift: „...den Blinden ein Auge, den Lahmen ein Fuß, den Armen ein Vater... “.
Neben seiner religiösen Aufgabe war Weihbischof Graf Wartenberg ein begeisterter Historiker und verfasste u. a. das 400 Folio-Seiten starke Werk: „Ursprung und Herkommen der Vormahls Herrlich- und Königlichen Haupt Statt Noreja, anjetzo Regens-Burgg“, das derzeit in der Staatlichen Bibliothek Regensburg aufbewahrt wird. Er hatte auch großes Interesse für aufgefundene Altertümer und diesbezügliche Ausgrabungen. In seinem Manuskript über Regensburg bezeichnet er sich selbst als „erfarnen der apostolischen antiquiteten undt erfarnen liebhaber“.